# Oeceoclades latifolia
Oeceoclades latifolia là một loài thực vật có hoa trong họ Lan. Loài này được (Rolfe) Garay & P.Taylor mô tả khoa học đầu tiên năm 1976.